# 1年1組 平成教育学院
『1年1組 平成教育学院』（いちねんいちくみ へいせいきょういくがくいん）は、フジテレビ系列で毎週日曜日の19:00 - 19:58（JST）に放送されていた教育クイズバラエティ番組。

## 概要
『平成教育委員会シリーズ』の4部作によるもので、2005年開始の『平成教育2005（2006）予備校』→『熱血!平成教育学院』から引き続き司会はユースケ・サンタマリア（講師）と高島彩（助手）が務めた。また、今までの教室のようなスタジオの雰囲気とは変わり、赤を基調としたセットになっていた。
『熱血!』時代に比べ、チーム対抗の色合いも強くなっていた。『熱血!』時代にも班（チーム）対抗のコーナーはあったが、得点はチーム内のメンバーに個別に加算されて、実質的にチーム別で争うことはなかった。
問題の難易度は『学院』時代よりやや下がり（漢検1級のような難問は出題されなくなった）、出演者の人選についても高学歴芸能人がメインになることが無くなった（慶應義塾大学OBの中田敦彦や、早稲田大学OBの小島よしおなどの高学歴の出演者自体は排除していない）。
当初は番組開始と同時期に完全実施が始まった新学習指導要領に乗ずる形で、実際に小・中学校で行われているユニークな題材や問題、授業をベースにした内容であった。2011年7月3日放送分から暫くはテコ入れ策として、なぞなぞ（国語）やグルメ（食育）など、毎週1つのテーマを軸にして授業を行う内容に変わったが、すぐに元に戻った。
『熱血!』時代まで音声はモノラル放送（モノステレオ放送）だったが、本番組からステレオ放送を実施していた。
当シリーズの本編『平成教育委員会』の先生で企画者でもある北野武 (ビートたけし) は、前番組までは『たけしのコマ大数学科』のマス北野として出演していたが、本番組には一切関わっていない (ただ北野が当時所属していたオフィス北野は今まで同様、企画協力として参加している)。また本番組のべんきょう小僧は、前番組までの勉強小僧とは異なっている。
2011年9月11日放送分をもって終了し、1991年10月の『平成教育委員会』から20年続いた「平成教育委員会」シリーズは終止符を打った。なお、『平成教育委員会』は以降も特別番組として引き続き放送されている。

## 出演者

### 司会（講師・助手）
- 講師：ユースケ・サンタマリア
- 助手：高島彩

### 解答者（生徒）
レギュラー未確定のため、2回以上出演した人物のみ記載。
- ビビる大木
- 中田敦彦
- 小島よしお
- 山崎樹範
- 神保悟志
- ガダルカナル・タカ
- 山西惇
- 天野ひろゆき
- 畠山健
- 田代万里生
- 松木安太郎
- 石原良純
- 敦士
- 西川史子
- 山本モナ
- 優木まおみ
- 押切もえ
- 岡本玲
- 近藤春菜
- 箕輪はるか
- 宮崎美子
- 柳原可奈子
- 関有美子
- 三浦奈保子
- 杉山文菜

### ナレーション
- 鈴村健一 ※べんきょう小僧の声も担当
- 平野文

## ルール
レギュラー放送では「平成男子チーム」「教育女子チーム」「ゲストチーム」の3チーム制、スペシャルでは4チーム制。
個人戦・団体戦の両方を取っており、チームでの獲得得点（各個人の得点+団体戦の得点）が1番多いチームの優勝、個人での獲得得点が1番多い生徒が優等生となる（賞金・賞品などは無し）。
「熱血」時代にあった優等生の生徒の海外留学をかけた問題は廃止された。
問題連発 答えてビンゴ!
各チーム縦に並んでボックスに入る。実際の入試問題をユースケ先生が引くくじで当てられた人が解答。正解ならばそのマスが有効になる。不正解の場合は変化はない。正解すれば2点加算。横列のビンゴで各チーム1人に5点加算（各チーム5点加算）、縦列のビンゴで1チーム4人に5点ずつ加算（チームに20点加算）される。縦2列がビンゴになった時点で終了。
初回特番のみにあったコーナー。
チーム対抗 二択テスト
チーム代表一人が二択問題に挑戦。制限時間は1問5秒。不正解の場合は脱落し次の人に交代。
数問ごとに出題教科が変わり、全10問出題。最終的に残った人数×10点がチームに加算。
リズムでテスト 全部答えて!
答えが複数ある問題を1人1個ずつ、リズムに乗って解答する。不正解だったり、リズムに乗れなかった場合は脱落。4人全員が脱落したチームから下位となる。問題は残り正解がすべて出るか、正解数が一定数以下で脱落者が出るまで行い、それ以外は残りの正解がある限り続ける。最後まで残った1チームに20点（5点×4人）、2位のチームに10点（2.5点×4人）。
早抜けスピードテスト
1つの教科（理科、社会、副教科（図工、音楽、家庭科、保健体育））から、基礎問題を出題。早押しで解答権を獲てから、口頭で解答。正解した人から抜けていく。
不正解は、その問題の解答権を失い、3着まで順番に解答権が移動する。
先に4人全員が抜けたチームに10点（2.5点×4人）加算。
1回戦ごとに出題教科を変え、2～3回戦実施。
山分けテスト
1つのテーマに沿った一問一答問題を出題。1人1問ずつ答えていく。
1問正解する度に2点がプールされていき、誰かが間違えた時点で、他の2チームがプールされている点数を2分割に山分けして獲得。プールした点数は0点に戻って、再開される。
1周（12人全員が最低1問は答えた）以上経過した段階で誤答者が出たら、その問題テーマは終了。次の問題テーマに変わる。これを4テーマ分実施。
国語「四字熟語探し」
機械から吐き出された12個の漢字ブロックの中に隠されている2つの四字熟語を見つけ出す。1人目が四字熟語の最初の一文字目を機械に入れ判定ボタンを押す。正解ならばそのまま、不正解ならブロックは再び吐き出される。正誤にかかわらず次の人に交代し、四字熟語が完成したら最後の四文字目を入れた人がその読みを答える。2つの四字熟語（1つ目の四字熟語は機械内に回収される。）が完成するまでのタイムを競う。制限時間は120秒。1位40点、以下30、20、10点がチームに加算。なお、同じ漢字は2度使うことができない。BGMは『Aクラス候補の実力』。
国語「チームで早押し早抜けクイズ」
問題が出題された後、分かった人は答えをモニターに書いてからボタンを押して解答権を得る。正解した人から抜けていき（不正解は答え直し）、先に4人全員が抜けたチームに10点（2.5点×4人）加算。
国語「街角漢字探偵」
街角にある看板などで見かける事の多い難読漢字の読み仮名を、記述式で答える。1問正解につき5点獲得。
出題VTRでは、温水洋一が様々な役柄に扮して登場する(温水という名字が難読漢字のために起用されている)。
社会「6ヒントテスト」
実際の小中学校にも導入されているタッチパネルを用いた問題。ある事柄に共通する言葉が出現するので、それがいったい何なのかを答える。6ヒントあり、最初の2ヒントで正解すれば5点、以下1ヒントごとに1点ずつ獲得得点が減る（6ヒントで1点）。なお、不正解の答えは公開されるが、惜しい答えの場合は「おしい」と表示される。
社会「よくわかる平成こども新聞」
聞いたことはあるがよくはわからない現代用語について、解説を交えつつ、その用語に関する穴埋め問題が出題される。正解者は、10点獲得。
小僧の教科書大冒険
教科書で頻出する場所や施設などを1つ取り上げ、深く掘り下げる。問題は記述式で、正解者は10点獲得。
うろおぼえテスト
様々な教科から、間違えやすい事項や引っ掛かり易い問題を出題。各問題、10秒以内に記述式で解答する。
予め全員に30点の持ち点が与えられているが、1問不正解する度に10点ずつ減点される。途中で0点になると失格で、以後解答権はない。クイズ終了時に残っていた得点を獲得。
4人で答えてパーフェクト4
ラストクイズ。1つのテーマに因んだA～Dの4問を同時に出題。問題が出題された後、相談せず（初回は無言で答えたい席に着席、2回目以降は席の相談はOKだが、解答の相談はNG）に答えたい解答欄の席に移動。各自記述式で解答して、4人全員が正解したチームのみ40点（10点×4人）獲得。

## スタッフ
- 構成：原すすむ、川崎良、恒川省三、山形遼介 ／ 福田雄一、酒井健作
- リサーチ：スペースエムワイ、T2ファージ
- 解答解説協力：日能研
- ＴＰ：高瀬義美
- ＴＤ：長瀬正人
- カメラ：横山政照
- ＶＥ：水野博道
- 音声：森田篤
- 照明：一柳忠彦
- 音響効果：橅木正志（スカイウォーカー）
- ＬＥＤ：小宮敏樹
- システム：小神野徹
- 美術プロデューサー：本田邦宏
- 美術デザイン：坪田幸之
- 美術進行：林政之
- 大道具製作：福田智広
- 大道具操作：成島好美
- アクリル装飾：下平雄治
- アートフレーム：菅沼和海
- 電飾：中みつ子
- メイク：佐藤恭子
- 編集：渡辺篤（RAFT）
- ＭＡ：志村武浩（ヌーベルバーグ）
- イラスト：うらはらあきこ
- ＣＧ：宮門裕（Lefty's）
- ＨＰ制作：斎藤由希
- キャラクターデザイン：Panson Works
- 編成企画：塩原充顕（フジテレビ）
- 広報：小出和人（フジテレビ）
- ＴＫ：後藤有紀
- キャスティング：鈴木康祝
- ディレクター：花土昌紀、久保田集、立川英弘、安藤正俊、浦恵一、中野貴博、斉田泰伸
- 総合演出：柴田裕正（EAST）
- プロデューサー：波多野健（EAST）
- 技術協力：ニユーテレス、FLT、エイケイ、東京チューブ、ヌーベルバーグ、ビーグル、Lefty's
- 美術協力：フジアール
- 企画協力：オフィス北野
- 企画制作：フジテレビ[4]
- 制作著作：EAST ENTERTAINMENT[4]

## ネット局と放送時間
| 放送対象地域  | 放送局             | 系列           | 放送日時           | 遅れ       |
| ------------- | ------------------ | -------------- | ------------------ | ---------- |
| 関東広域圏    | フジテレビ         | フジテレビ系列 | 日曜 19:00 - 19:58 | 制作局     |
| 北海道        | 北海道文化放送     | フジテレビ系列 | 日曜 19:00 - 19:58 | 同時ネット |
| 岩手県        | 岩手めんこいテレビ | フジテレビ系列 | 日曜 19:00 - 19:58 | 同時ネット |
| 宮城県        | 仙台放送           | フジテレビ系列 | 日曜 19:00 - 19:58 | 同時ネット |
| 秋田県        | 秋田テレビ         | フジテレビ系列 | 日曜 19:00 - 19:58 | 同時ネット |
| 山形県        | さくらんぼテレビ   | フジテレビ系列 | 日曜 19:00 - 19:58 | 同時ネット |
| 福島県        | 福島テレビ         | フジテレビ系列 | 日曜 19:00 - 19:58 | 同時ネット |
| 新潟県        | 新潟総合テレビ     | フジテレビ系列 | 日曜 19:00 - 19:58 | 同時ネット |
| 長野県        | 長野放送           | フジテレビ系列 | 日曜 19:00 - 19:58 | 同時ネット |
| 富山県        | 富山テレビ         | フジテレビ系列 | 日曜 19:00 - 19:58 | 同時ネット |
| 石川県        | 石川テレビ         | フジテレビ系列 | 日曜 19:00 - 19:58 | 同時ネット |
| 福井県        | 福井テレビ         | フジテレビ系列 | 日曜 19:00 - 19:58 | 同時ネット |
| 静岡県        | テレビ静岡         | フジテレビ系列 | 日曜 19:00 - 19:58 | 同時ネット |
| 中京広域圏    | 東海テレビ         | フジテレビ系列 | 日曜 19:00 - 19:58 | 同時ネット |
| 近畿広域圏    | 関西テレビ         | フジテレビ系列 | 日曜 19:00 - 19:58 | 同時ネット |
| 鳥取県 島根県 | 山陰中央テレビ     | フジテレビ系列 | 日曜 19:00 - 19:58 | 同時ネット |
| 岡山県 香川県 | 岡山放送           | フジテレビ系列 | 日曜 19:00 - 19:58 | 同時ネット |
| 広島県        | テレビ新広島       | フジテレビ系列 | 日曜 19:00 - 19:58 | 同時ネット |
| 愛媛県        | テレビ愛媛         | フジテレビ系列 | 日曜 19:00 - 19:58 | 同時ネット |
| 高知県        | 高知さんさんテレビ | フジテレビ系列 | 日曜 19:00 - 19:58 | 同時ネット |
| 福岡県        | テレビ西日本       | フジテレビ系列 | 日曜 19:00 - 19:58 | 同時ネット |
| 佐賀県        | サガテレビ         | フジテレビ系列 | 日曜 19:00 - 19:58 | 同時ネット |
| 長崎県        | テレビ長崎         | フジテレビ系列 | 日曜 19:00 - 19:58 | 同時ネット |
| 熊本県        | テレビ熊本         | フジテレビ系列 | 日曜 19:00 - 19:58 | 同時ネット |
| 鹿児島県      | 鹿児島テレビ       | フジテレビ系列 | 日曜 19:00 - 19:58 | 同時ネット |
| 沖縄県        | 沖縄テレビ         | フジテレビ系列 | 日曜 19:00 - 19:58 | 同時ネット |